# نسبت خاموشی

نمودار چشمی که نمونه ای از دو سطح توان را در طرح‌وار مدولاسیون OOK نشان می‌دهد، که می‌تواند برای محاسبه نسبت خاموشی استفاده شود. P_{1} و P_{0} به ترتیب با (دودویی ۱) و (دودویی ۰) نشان داده می‌شوند.

در مخابرات، نسبت خاموشی (re) نسبت دو سطح توان نوری یک سیگنال دیجیتالی است که توسط یک منبع نوری، به عنوان مثال، یک دیود لیزری تولید می‌شود. نسبت خاموشی ممکن است به صورت کسری، برحسب دسی‌بل یا به صورت درصد بیان شود. ممکن است توسط
{\displaystyle r_{e}={\frac {P_{1}}{P_{0}}},}
که در آن P‌1 سطح توان نوری تولیدشده در هنگام روشن‌ بودن منبع نور و P‌0 سطح توان تولیدشده در هنگام خاموش‌ بودن منبع نور است.
نسبت خاموشی قطبش (PER) نسبت توان‌های نوری قطبش‌های عمودبرهم است که معمولاً TE (الکتریکی عرضی) و TM (مغناطیسی عرضی) نامیده می‌شود. در مخابرات، PER برای مشخص‌کردن درجه قطبش در یک افزاره یا فیبر نگهدارنده قطبش استفاده می‌شود. برای فرستنده و گیرنده همدوست، PER یک پارامتر کلیدی است، زیرا قطبش X و قطبش Y با سیگنال‌های مختلف کدگذاری می‌شود.